# Castello di Ajlun

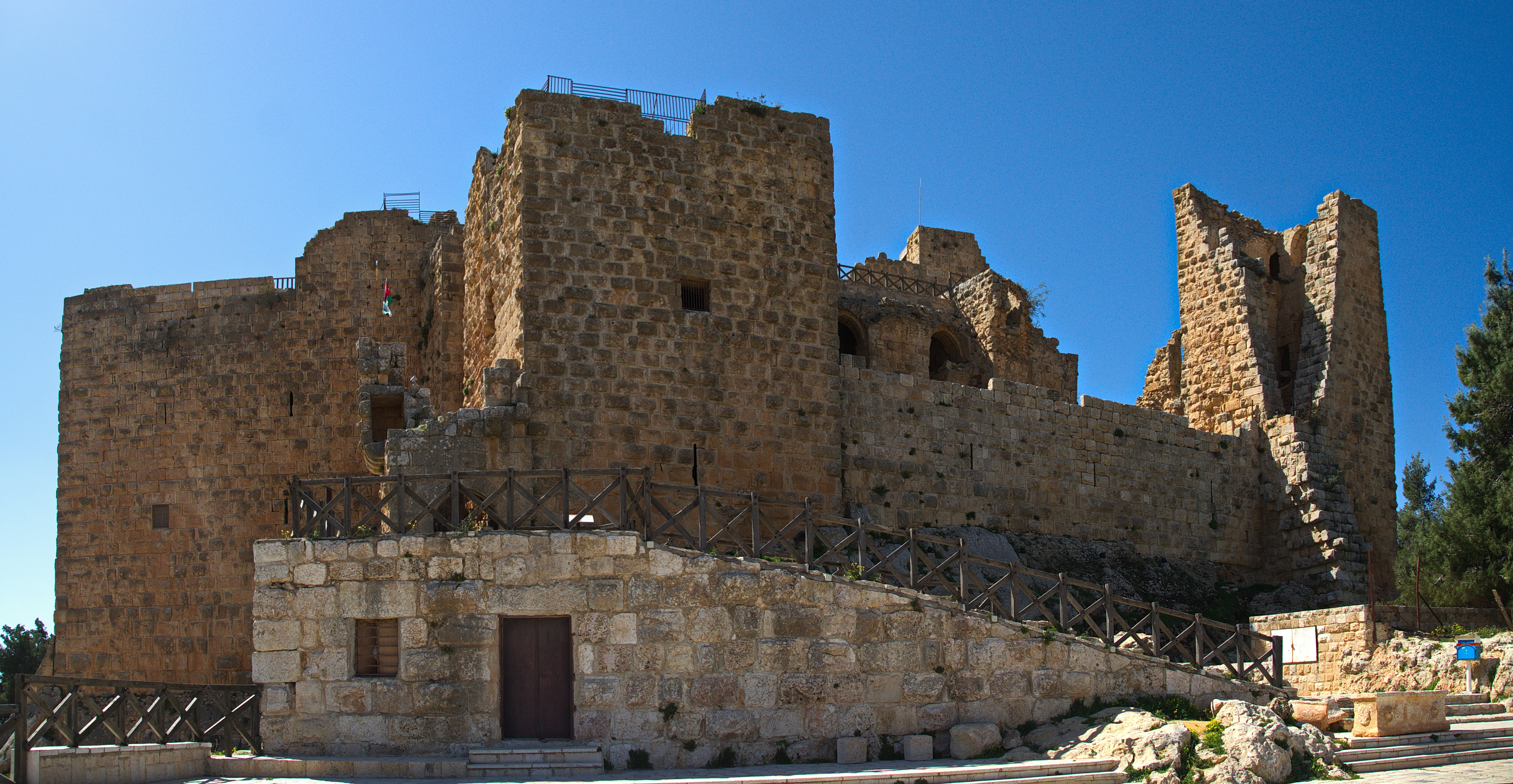
Ingresso

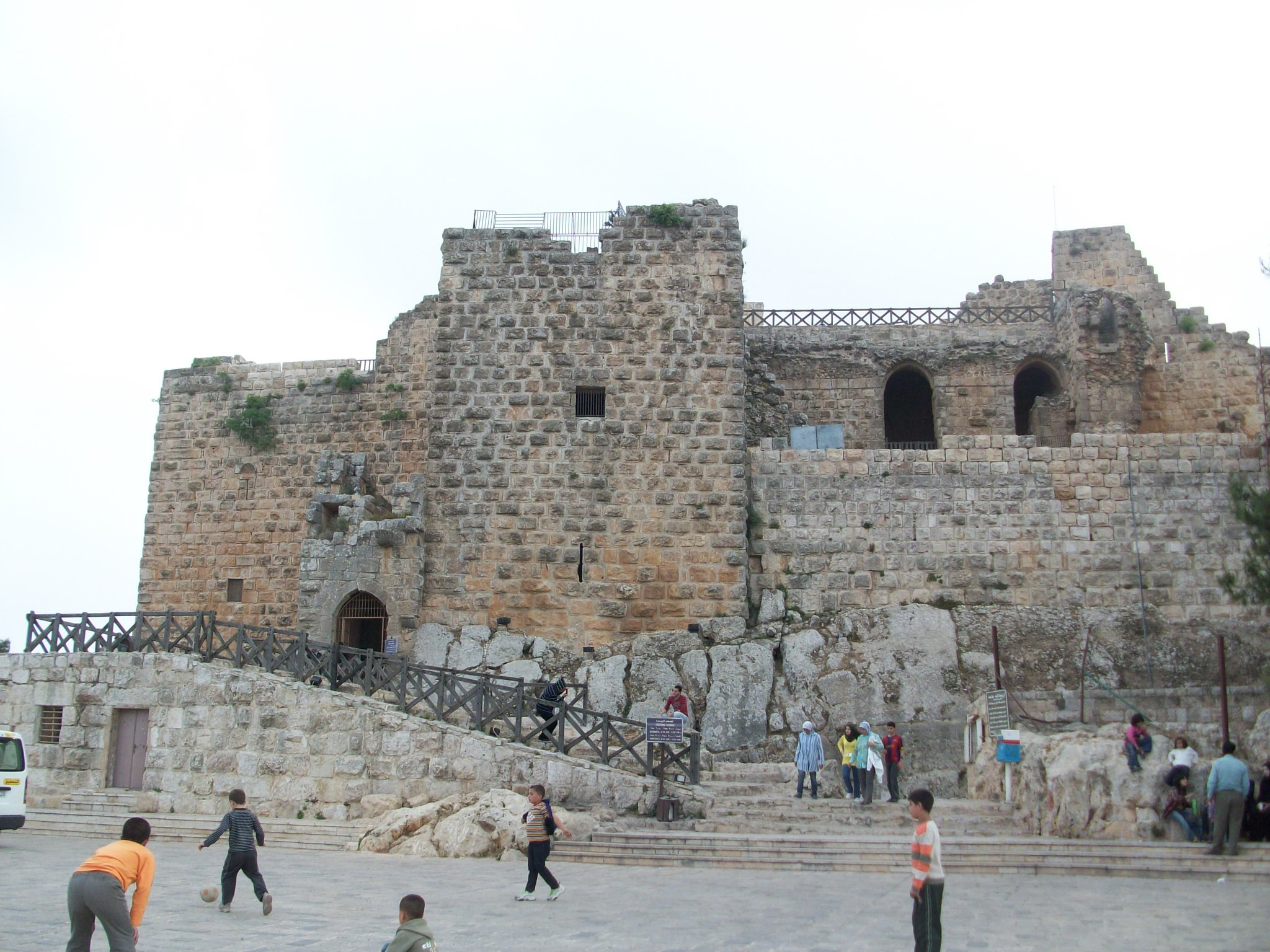
Il castello

Il Castello di Ajlun (in arabo قلعة عجلون‎?; traslitterato: Qal'at 'Ajloun), conosciuto come (in arabo قلعة الربض‎?; traslitterato: Qa'lat ar-Rabad), è un castello del XII secolo situato nel nord-ovest della Giordania. Si trova su una collina appartenente al distretto di Jabal Ajlun ("Monte Ajlun"), noto anche come Jabal 'Auf dopo che una tribù beduina aveva conquistato l'area nel XII secolo. Dalle sue alture il castello custodiva tre uadi che scendono verso la valle del Giordano. È stato costruito dagli Ayyubidi nel XII secolo e ampliato dai mamelucchi nel XIII.
Il nome 'Ajlun risale a un monaco cristiano che visse su questa montagna nel periodo bizantino. Il castello sorge sulle rovine di un monastero, le cui tracce sono state scoperte durante gli scavi archeologici.
Il castello è stato il nucleo di un insediamento che è diventato l'attuale città di Ajlun. Lo sviluppo del faubourg del castello portò al suo secondo nome, Qal'at ar-Rabad, "il castello del faubourg" o "il castello con la periferia". Questo nome risuona ancora nel cognome di una grande e rispettabile famiglia cristiana che possiede la maggior parte dei terreni agricoli nelle immediate vicinanze del castello fino ad oggi, gli Al-Rabadis.

## Storia
Il castello di Ajlun si trova sul sito di un antico monastero. Fu ristrutturato come forte nel 1184 da Izz al-Din Usama, un generale dell'esercito di Saladino. Il castello controllava il traffico lungo la strada che collegava Damasco ed Egitto. Secondo lo storico di Saladino, Baha ad-Din ibn Shaddad, la fortezza fu costruita principalmente per aiutare le autorità di Damasco a controllare le tribù beduine di Jabal 'Auf. Questi godevano di sufficiente autonomia da allearsi con i crociati e, a un certo punto, avevano allestito un campo di 100 tende accanto al castello ospedaliero di Belvoir sul lato opposto della Valle del Giordano. In quanto tale, il Castello di Ajlun è una delle pochissime fortezze musulmane costruite dagli Ayyubidi per proteggere il loro regno dalle incursioni dei crociati, che potrebbero provenire da Beit She'an o Belvoir a ovest e da Karak a sud.
Dalla sua posizione, la fortezza dominava un ampio tratto della Valle del Giordano settentrionale, controllava i tre passaggi principali che la conducevano (Wadi Kufranjah, Wadi Rajeb e Wadi al-Yabis) e proteggeva le rotte di comunicazione tra la Giordania meridionale e la Siria. Fu costruito per contenere i progressi del Regno Latino, che con la Signoria di Oultrejourdain aveva guadagnato un punto d'appoggio in Transgiordania e come una replica al castello di Belvoir a poche miglia a sud del Mare di Galilea. Un altro obiettivo principale della fortezza era quello di proteggere lo sviluppo e il controllo delle miniere di ferro di Ajlun.

### L'edificio iniziale
Il castello originale aveva quattro torri angolari collegate da cortine murarie e un doppio cancello. Le fessure delle frecce erano incorporate nelle pareti spesse ed erano circondate da un fossato in media di 16 metri di larghezza e 12-15 metri di profondità.

### Espansione
Dopo la morte di Usama, il castello fu ampliato nel 1214-15 da Aibak ibn Abdullah, il governatore mamelucco. Egli aggiunse una nuova torre nell'angolo sud-est e costruì il cancello.
Il castello perse la sua importanza militare dopo la caduta di al-Karak nel 1187 nelle mani degli Ayyubidi. A metà del XIII secolo, il castello fu concesso a Yousef ibn Ayoub, re di Aleppo e Damasco, che restaurò la torre nord-orientale e usò il castello come centro amministrativo.
Nel 1260, i mongoli distrussero parti del castello, compresi i suoi merli. Poco dopo la vittoria dei Mamelucchi contro i mongoli ad Ain Jalut, Sultan ad-Dhaher Baibars restaurò il castello e liberò la fossa. Il castello venne usato come magazzino per coltivazioni e viveri. Quando Izz ad-Din Aibak fu nominato governatore, rinnovò il castello come indicato da un'iscrizione trovata nella torre sud-occidentale.
Durante il periodo ottomano, un contingente di cinquanta soldati fu sistemato all'interno del castello. Durante il primo quarto del XVII secolo, il principe Fakhr ad-Din al-Ma'ni II lo usò durante la sua lotta contro Ahmad ibn Tarbay. Fornì al castello un contingente e fornì provviste e munizioni. Nel 1812, il viaggiatore svizzero Johann Ludwig Burckhardt trovò il castello abitato da una quarantina di persone.
Due importanti terremoti distruttivi hanno colpito il castello nel 1837 e nel 1927. Recentemente, il Dipartimento di Antichità della Giordania ha sponsorizzato un programma di restauro e consolidamento delle mura e ha ricostruito il ponte sul fossato.

## Turismo
Il castello di Ajlun è aperto al turismo. Molte aree del castello possono essere esplorate. I turisti in Giordania spesso lo visitano. All'interno c'è anche un'esposizione museale con molti interessanti manufatti dei vari periodi della regione.

## Galleria d'immagini

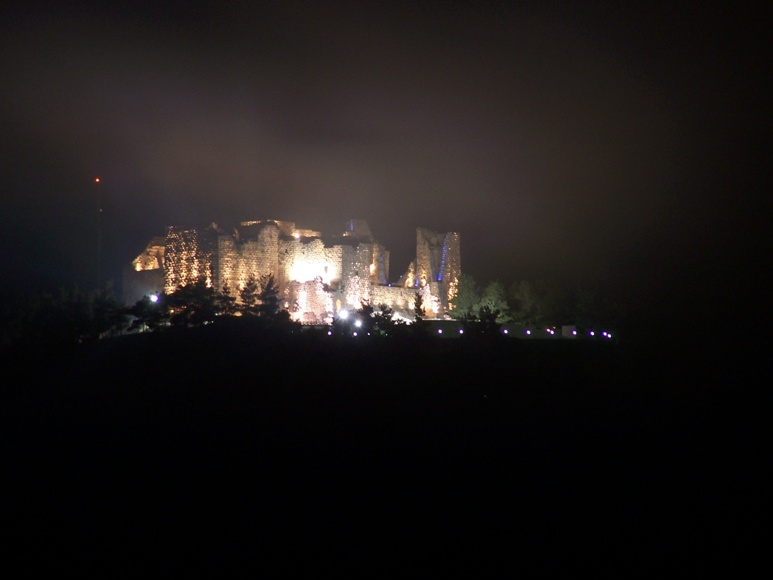
Veduta notturna
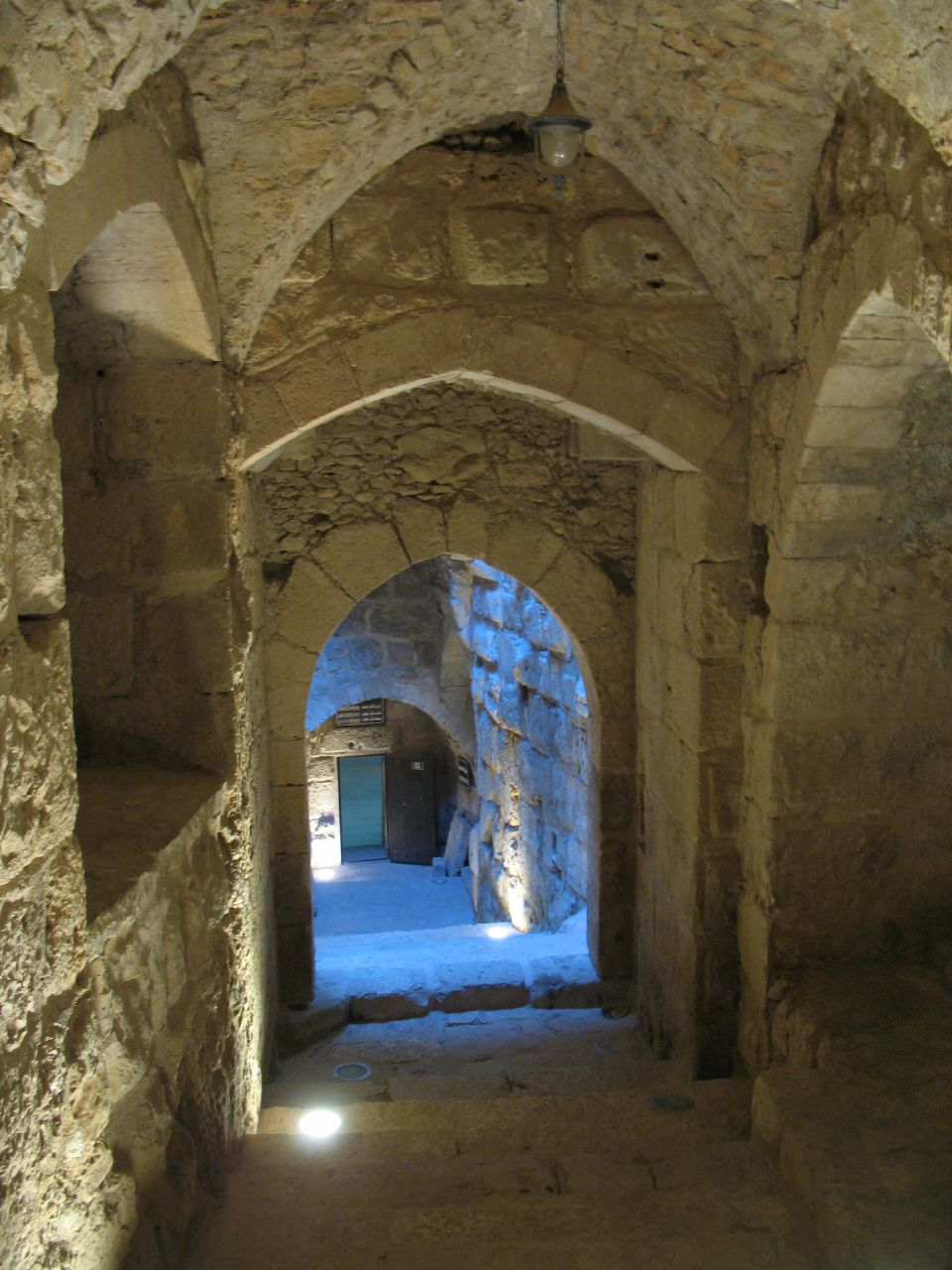
Interno
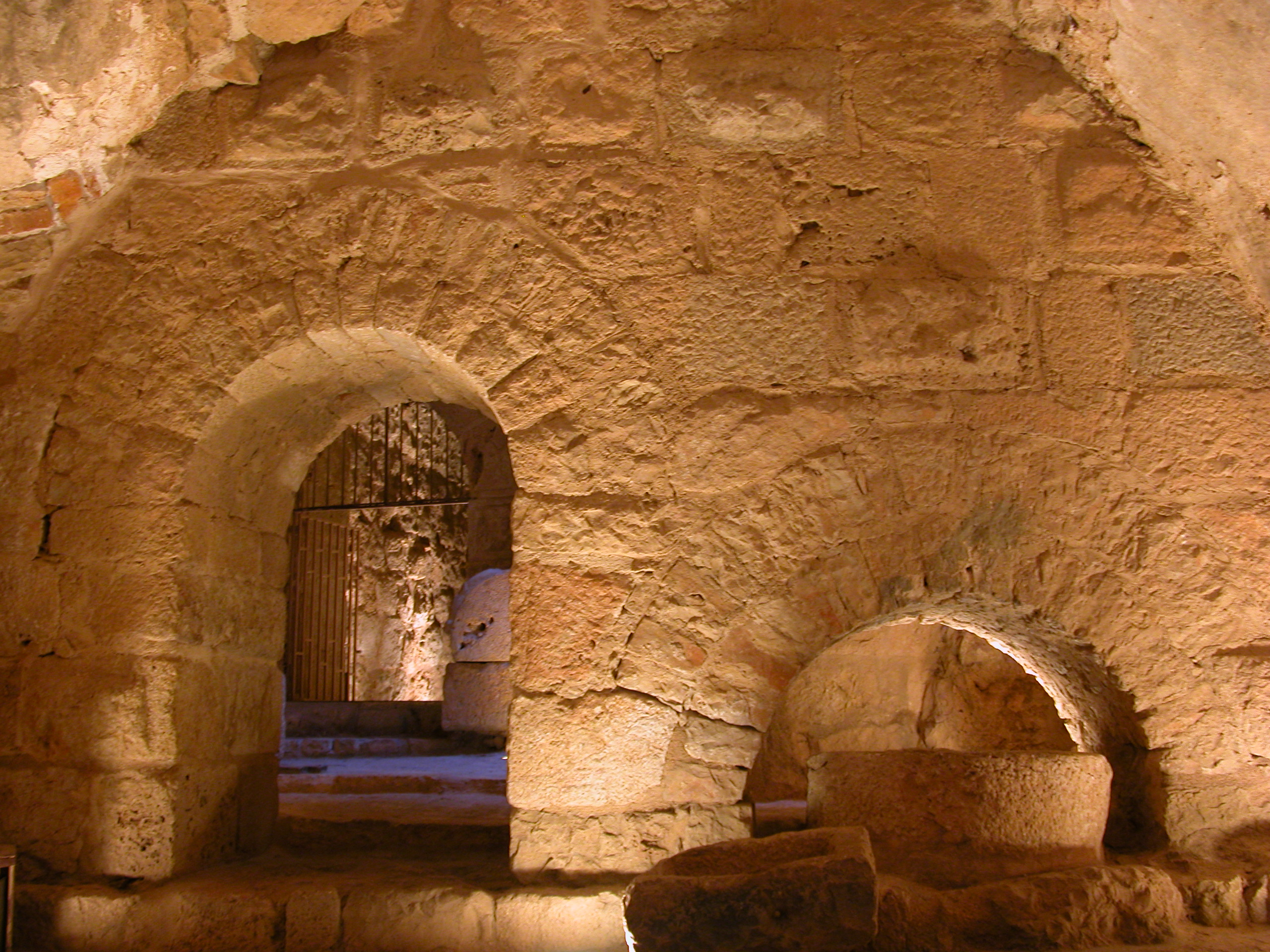
Una stanza
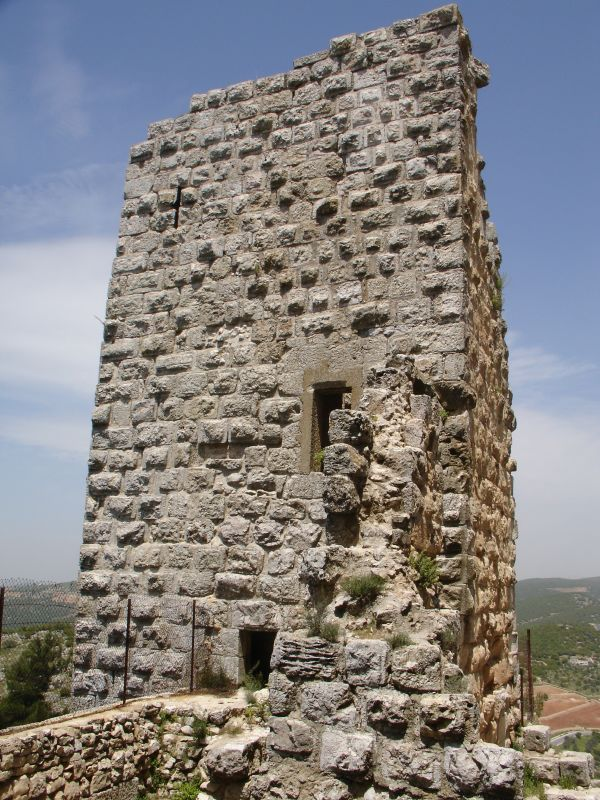
Una torre di guardia
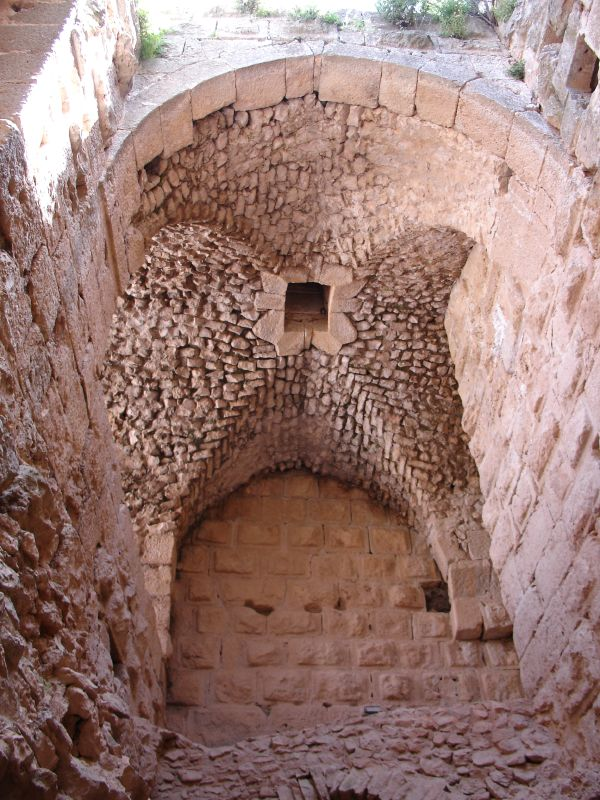
Tetto
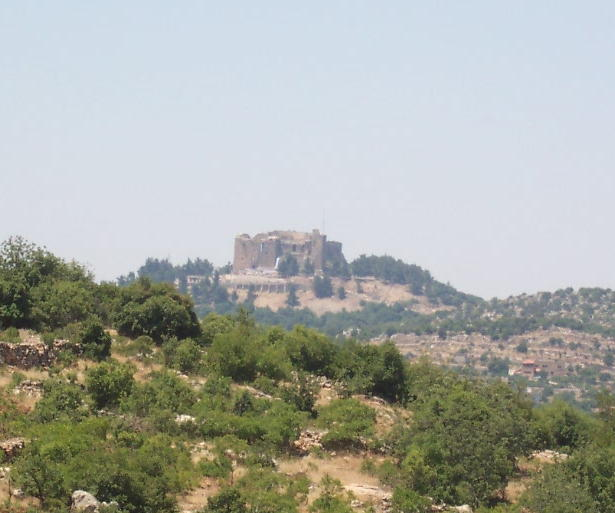
Il monte
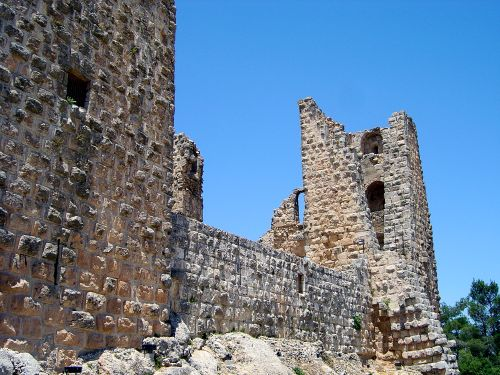
Mura del castello
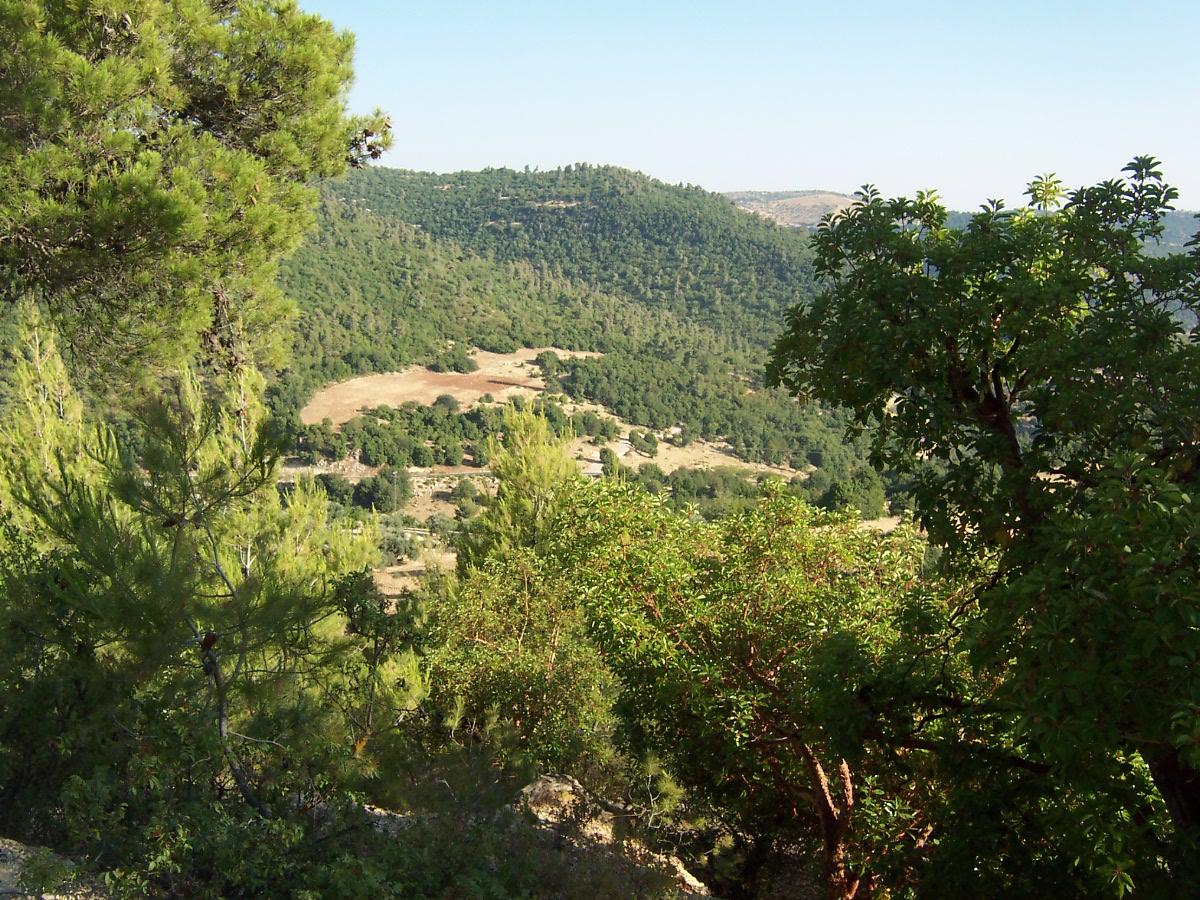
Ajlun
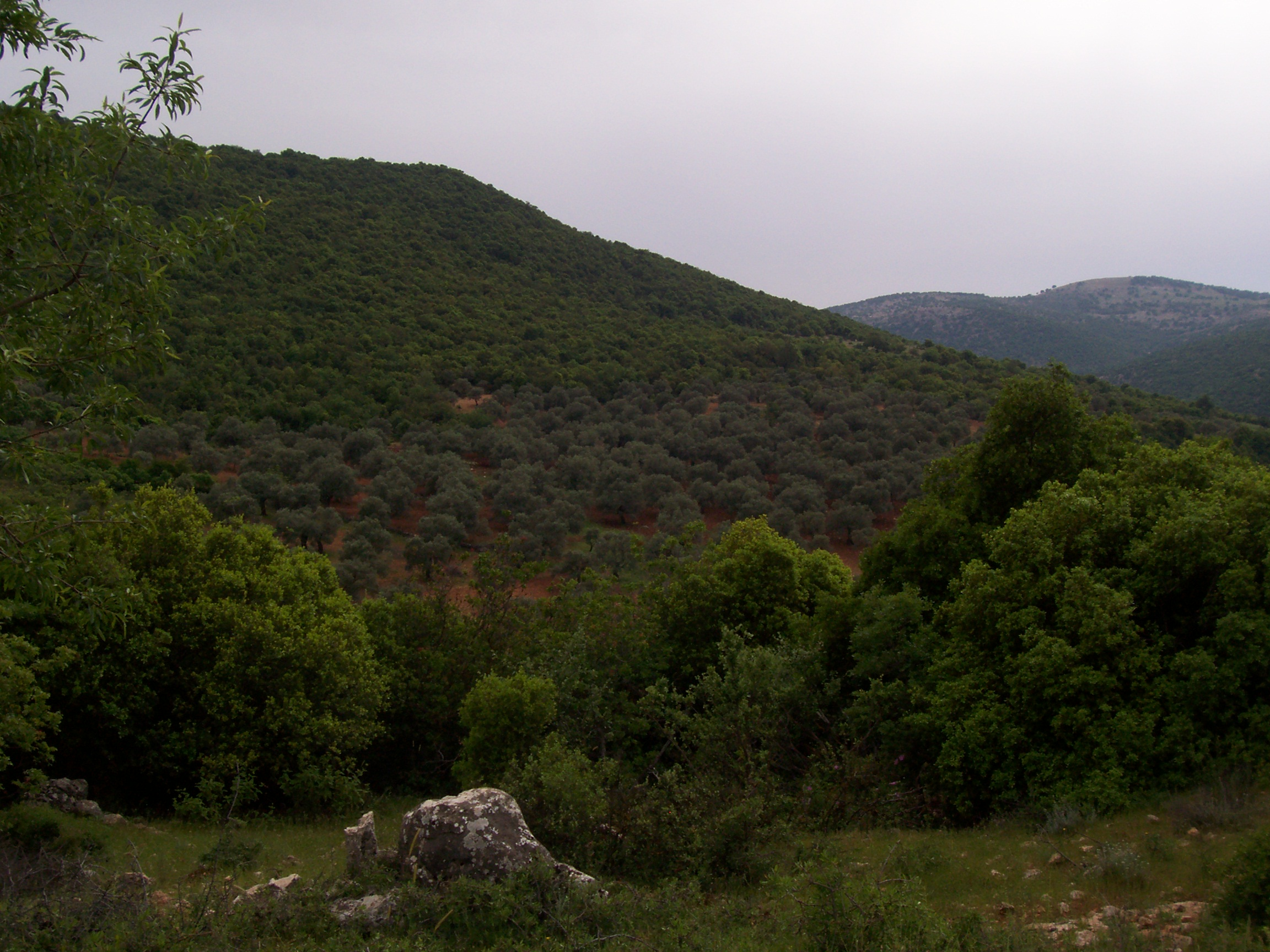
Montagne di Ajlun
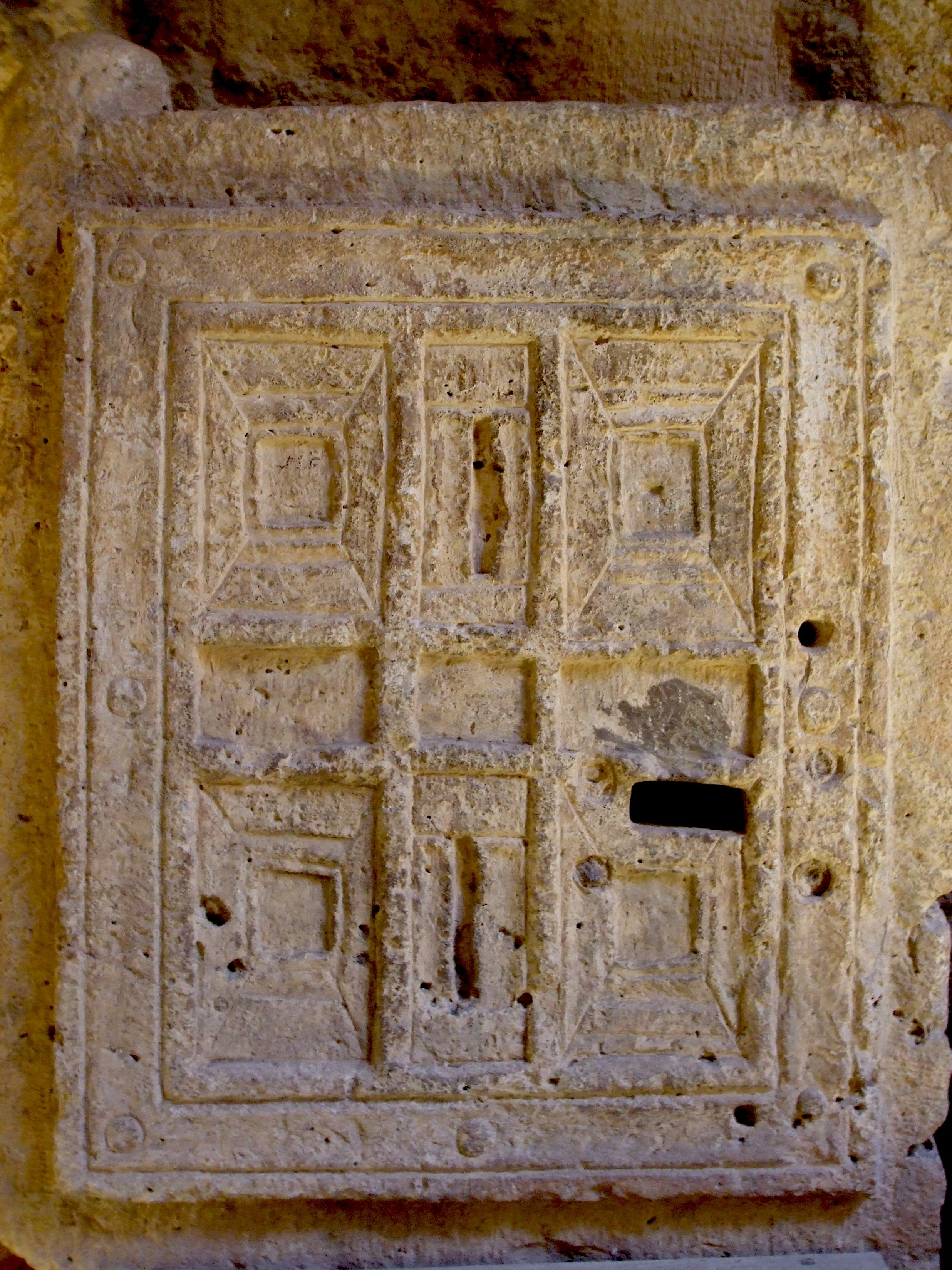
Porta intagliata dalla Collezione del Museo del Castello di Ajloun
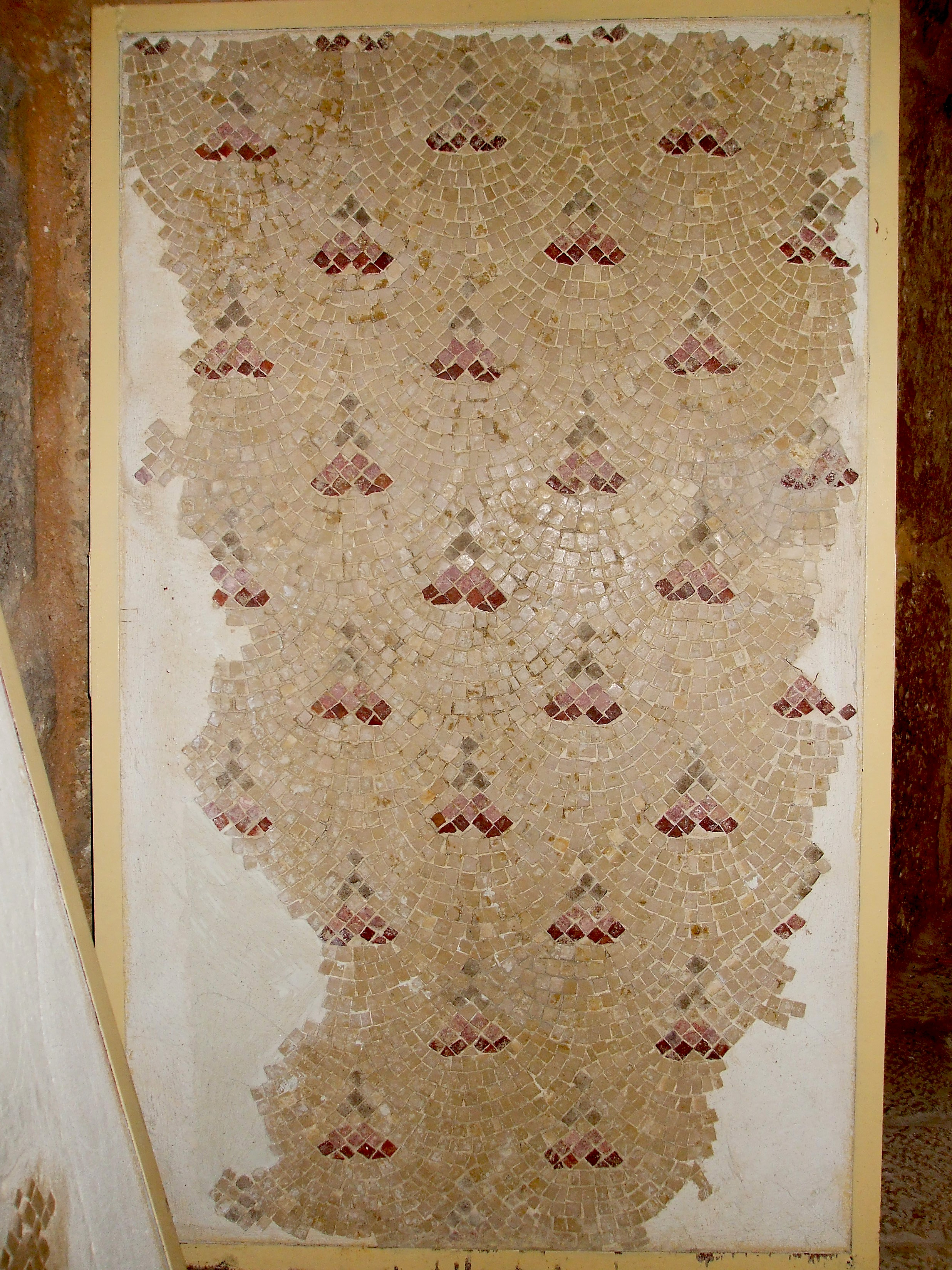
Pavimento a mosaico conservato dal castello di Ajloun